# John Grahame
John Gillies Mark Grahame (* 31. August 1975 in Denver, Colorado) ist ein ehemaliger US-amerikanischer Eishockeytorwart und -trainer, der im Verlauf seiner aktiven Karriere zwischen 1993 und 2011 unter anderem 230 Spiele für die Boston Bruins Tampa Bay Lightning und Carolina Hurricanes in der National Hockey League bestritten hat. Mit den Tampa Bay Lightning gewann Grahame im Jahr 2004 den Stanley Cup.

## Karriere
John Grahame wurde beim NHL Entry Draft 1994 von den Boston Bruins aus der National Hockey League in der neunten Runde an Position 229 ausgewählt. Danach spielte Grahame drei Jahre für die Lake Superior State University in der Central Collegiate Hockey Association, ehe er 1997 zum Farmteam der Boston Bruins, den Providence Bruins, in die American Hockey League wechselte. Dort spielte er zwei Jahre als Stammtorhüter und holte 1999 den Calder Cup. Auch in den nächsten zwei Jahren spielte er für Providence, aber nun kam er auch in der NHL für Boston zum Einsatz, konnte sich aber nicht durchsetzen.

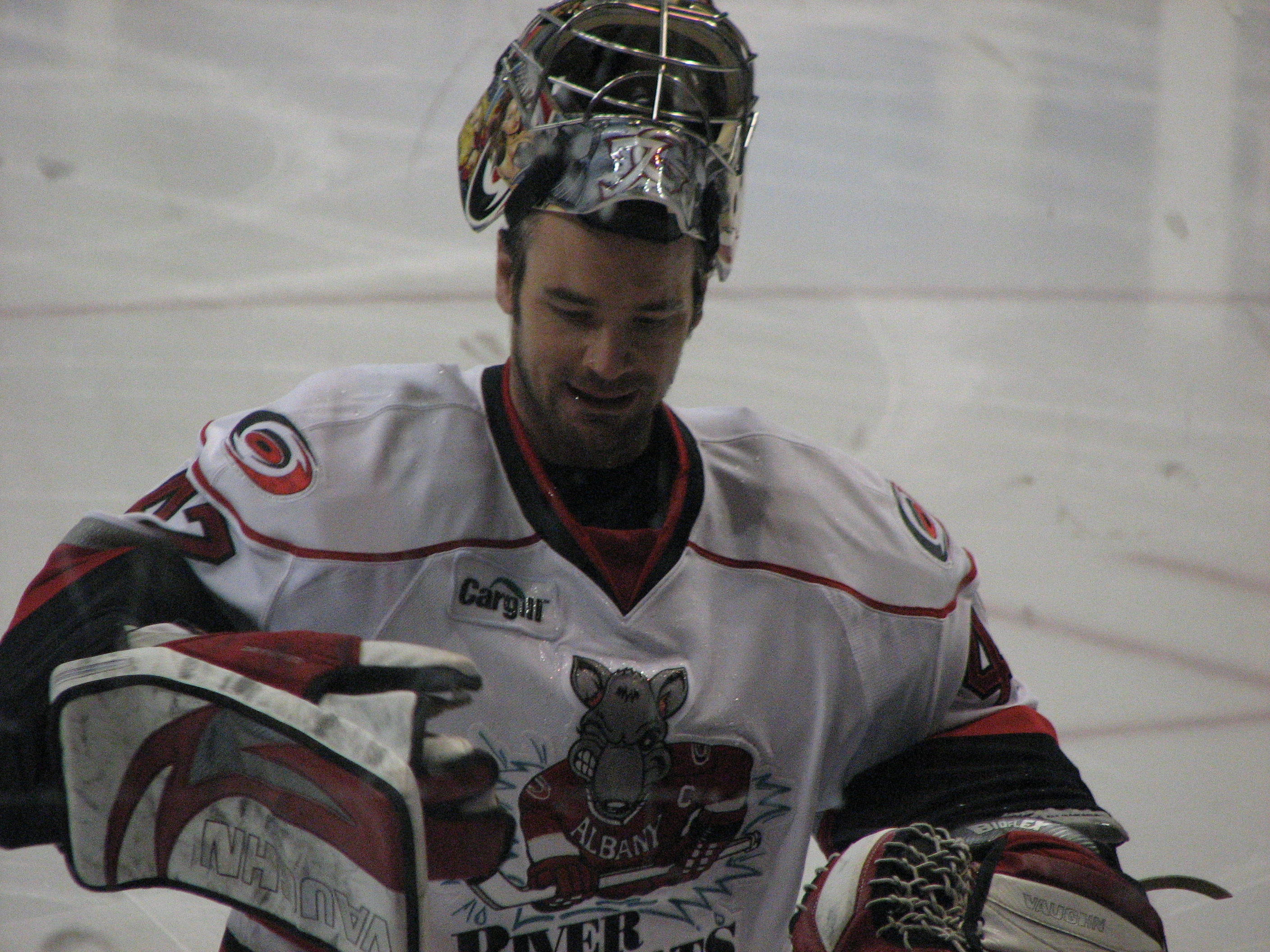
Grahame im Trikot der Albany River Rats

Im Januar 2003 wurde Grahame zu den Tampa Bay Lightning transferiert, wo er Back-up-Goalie hinter Nikolai Chabibulin wurde. In der Saison 2003/04 konnte er mit den Lightning den Stanley Cup gewinnen. Er kam in den Play-offs gerade mal auf eine Spielzeit von 34 Minuten.
Nachdem die Saison 2004/05 wegen des Lockout ausgefallen war, war er in der Saison 2005/06 die Nummer 1 in Tampa, da Nikolai Chabibulin das Team verlassen hatte. Grahame erreichte mit dem Team die Play-offs, musste sich aber schon in der ersten Runde gegen die Ottawa Senators geschlagen geben. Nach der Saison lief der Vertrag mit den Tampa Bay Lightning aus und Grahame unterzeichnete einen Zweijahresvertrag beim frischgebackenen Stanley-Cup-Sieger Carolina Hurricanes. Dort bildete er mit Cam Ward für eineinhalb Jahre das Torwartgespann, wurde dann aber nach schwachen Leistungen zu den Albany River Rats in die AHL geschickt.
Im Mai 2008 wechselte Grahame nach Russland zum HK Awangard Omsk in die Kontinentale Hockey-Liga. Allerdings wurde sein Vertrag im Dezember 2008 gekündigt, da man Grahame vorwarf, alkoholabhängig zu sein. Im Januar legte er Widerspruch gegen seine Kündigung ein, scheiterte aber. Seitdem war Grahame vertragslos. Im Dezember 2009 nahmen ihn dann die Philadelphia Flyers unter Vertrag, ehe er – nach nur zwölf Spielen – im März 2010 zur Colorado Avalanche wechselte. Bei beiden Teams kam er jeweils im Farmteam zum Einsatz. Nach dem Ende der Saison 2010/11 beendete der Torwart seine aktive Karriere.
Im Anschluss war Grahame zwei Spielzeiten bis zum Sommer 2013 bei den Sioux City Musketeers aus der United States Hockey League als Torwarttrainer tätig. Für das Juniorenteam hatte der US-Amerikaner selbst während seiner Juniorenzeit im Tor gestanden.

### International
Grahame vertrat sein Heimatland im Juniorenbereich bei der Junioren-Weltmeisterschaft 1995, ehe er im folgenden Jahr erstmals in den Kader der Herrenauswahl berufen wurde. Mit dem US-Team gewann der Torwart bei der Weltmeisterschaft 1996 die Bronzemedaille. Weitere Auftritte im US-Trikot hatte Grahame bei den Olympischen Winterspielen 2006 im italienischen Turin und der Weltmeisterschaft 2007.

## Erfolge und Auszeichnungen
- 1995 CCHA-Meisterschaft mit der Lake Superior State University
- 1999 Calder-Cup-Gewinn mit den Providence Bruins
- 2004 Stanley-Cup-Gewinn mit den Tampa Bay Lightning

### International
- 1996 Bronzemedaille bei der Weltmeisterschaft

## Karrierestatistik

### International
Vertrat die USA bei:
- Junioren-Weltmeisterschaft 1995
- Weltmeisterschaft 1996
- Olympischen Winterspielen 2006
- Weltmeisterschaft 2007

(Legende zur Torhüterstatistik: GP oder Sp = Spiele insgesamt; W oder S = Siege; L oder N = Niederlagen; T oder U oder OT = Unentschieden oder Overtime- bzw. Shootout-Niederlage; Min. = Minuten; SOG oder SaT = Schüsse aufs Tor; GA oder GT = Gegentore; SO = Shutouts; GAA oder GTS = Gegentorschnitt; Sv% oder SVS% = Fangquote; EN = Empty Net Goal; 1 Play-downs/Relegation; Kursiv: Statistik nicht vollständig)

## Familie
John Grahames Vater, Ron Grahame, war ebenfalls professioneller Eishockeytorhüter. Von 1974 bis 1981 spielte er in der National Hockey League und der World Hockey Association, wo er zweimal als bester Torhüter und einmal als wertvollster Spieler der Playoffs ausgezeichnet wurde.
Seine Mutter Charlotte war von 1995 bis 2011 als Executive Director of Hockey Administration bei der Colorado Avalanche tätig und ihr Name wurde im Rahmen des Stanley-Cup-Gewinns der Avalanche am Ende der Stanley-Cup-Playoffs 2001 auf der Trophäe eingraviert. Damit sind die beiden die einzige Mutter-Sohn-Kombination deren Name auf dem Stanley Cup verewigt sind.